# Live: On the Road Again 1989
Pour les articles homonymes, voir On the Road Again.
Live: On the Road Again 1989 est un album live de Bernard Lavilliers enregistré en 1989 et sorti en 1990 sur le label Barclay.

## Liste des titres
1. Santiago
2. Pigalle la blanche
3. Nicaragua
4. If...
5. Que sera (par le Trio Esperança)
6. La Salsa
7. Bad side
8. Eldorado
9. Petit
10. Gentilshommes de fortune
11. Borinqueno
12. On the Road Again
13. Cri d'alarme